# Adam Skorupka
Adam Jan Skorupka (ur. 4 maja 1938 w Warszawie) – polski kompozytor, aranżer, pianista, kontrabasista jazzowy. Kompozytor piosenek dla dorosłych i dla dzieci, utworów instrumentalnych, muzyki do słuchowisk radiowych i bajek muzycznych.

## Życiorys
Ukończył studia na Wydziale Reżyserii Muzycznej (dyplom 1963) oraz na Wydziale Kompozycji, Teorii i Dyrygentury (w klasie Witolda Rudzińskiego, dyplom 1969) w PWSM w Warszawie. W czasie studiów grał na kontrabasie w zespołach jazzowych m.in. w TRIO Krzysztofa Komedy (biorąc udział w licznych nagraniach muzyki filmowej m.in. do filmu Romana Polańskiego Nóż w wodzie), w Swingtecie Jerzego „Dudusia” Matuszkiewicza, Jazz Rockers Zbigniewa Namysłowskiego, Bossa Nova Combo Krzysztofa Sadowskiego, New Orleans Stompers Mieczysława Wadeckiego. Grał także jazz na trąbce i na puzonie. Współpracował jako kontrabasista z duetem fortepianowym Marek i Wacek (Marek Tomaszewski i Wacław Kisielewski) – wspólne koncerty w USA w 1966 roku.
Jako kompozytor zadebiutował w roku 1961 piosenką Z gitarą przez ramię (słowa Mirosław Łebkowski i Stanisław Werner) w wykonaniu Tadeusza Woźniakowskiego, nagrodzoną w Ogólnopolskim Konkursie na Piosenkę Młodzieżową. Sprawował kierownictwo muzyczne w nagraniach studyjnych w Polskim Radiu i Polskich Nagraniach, w telewizyjnym programie Muzyka lekka, łatwa i przyjemna, a w latach 1987–1988 w Telewizyjnym Teatrzyku Piosenki dla Dzieci „Fasola”.
Współpracował m.in. z takimi solistami jak: Irena Santor, Sława Przybylska, Jerzy Połomski, Violetta Villas, Stenia Kozłowska, Urszula Sipińska, Anna Jantar, Halina Kunicka, Anna German, Wojciech Młynarski, Joanna Rawik, Alicja Majewska, Irena Jarocka, Maria Koterbska, Kalina Jędrusik, Kasia Sobczyk, Ryszard Rynkowski, Zdzisława Sośnicka, Jan Pietrzak, Waldemar Kocoń, Ewa Śnieżanka, Teresa Tutinas, Krzysztof Cugowski, Andrzej Dąbrowski, Krystyna Konarska, Tadeusz Woźniakowski, Rena Rolska, Jolanta Kubicka, Jadwiga Strzelecka, Masio Kwiek, Andrzej Szajewski, Edward Hulewicz, z zespołem Alibabki, z duetem wokalnym Framerowie, z duetem wokalnym Barbara Dunin i Zbigniew Kurtycz, z dziecięcymi zespołami Fasolki, Fasolinki i Józefinki, oraz z Państwowym Studium Cyrkowym w Julinku, komponując muzykę do różnych numerów cyrkowych. Jest też kompozytorem kilku piosenek (w tym tytułowej) do filmu Hallo, Szpicbródka, czyli ostatni występ króla kasiarzy (scenariusz Ludwik Starski, reżyseria Janusz Rzeszewski i Mieczysław Jahoda).
Adam Skorupka jest laureatem wielu nagród i wyróżnień. Uczestniczył w międzynarodowych festiwalach piosenki w Atenach w roku 1975 i w Castlebar (Irlandia) w roku 1974 – nagroda za Tak wiele jest radości w wykonaniu Anny Jantar.
Od kilku lat w domowym studiu komponuje i aranżuje, wykorzystując instrumenty elektroniczne i technikę komputerową.
Przez jakiś czas, na przełomie lat 60. i 70. współpracował z Włodzimierzem Kruszyńskim, muzykiem i klarnecistą jazzowym, wspólnie komponując, aranżując i nagrywając piosenki dla radia, telewizji i Polskich Nagrań.

## Twórczość

### Piosenki dla dorosłych
- Do ciebie mamo – sł. Mirosław Łebkowski i Stanisław Werner
- Kapitańskie tango – sł. Anna Brzozowska
- Po co nam to było – sł. Jan Zalewski
- Za trzydzieści parę lat  – sł. Jan Pietrzak
- Iść za marzeniem – sł. Jacek Korczakowski
- Doliny w kwiatach – sł. Wanda Sieradzka
- Tak wiele jest radości  – sł. Jacek Korczakowski
- Czy to walc – muz. Adam Skorupka i Włodzimierz Kruszyński, sł. Jan Zalewski
- Wielki romans  – sł. Alicja Barska
- Daj mi świat – sł. Jan Zalewski
- Galapagos – sł. Irena Solińska
- Byłam ptakiem – sł. Jacek Korczakowski
- Nie zaczynaj  – sł. Jacek Korczakowski
- Gdzie ten świat młodych lat – sł. Janusz Odrowąż
- Taksówką na dworzec – sł. Stanisław Tym
- Kochaj naprawdę – sł. Krzysztof Logan Tomaszewski
- To sprawił rytm – sł. Jan Zalewski
- Żeby się ludzie kochali – sł. Stefan Mrowiński
- Chłopcy z weselszych lat – sł. Jacek Korczakowski
- Z gitarą przez ramię – sł. Mirosław Łebkowski i Stanisław Werner
- Ty jedna wiesz – sł. Agnieszka Osiecka
- Hallo Szpicbródka – sł. Ludwik Starski (tytułowa piosenka z filmu Hallo, Szpicbródka, czyli ostatni występ króla kasiarzy)
- Roztańczone nogi – sł. Ludwik Starski (piosenka z filmu Hallo, Szpicbródka, czyli ostatni występ króla kasiarzy)
- Klaka – sł. Ludwik Starski (piosenka z filmu Hallo, Szpicbródka, czyli ostatni występ króla kasiarzy)
- Wisła się pali – sł. Ludwik Starski (piosenka z filmu Hallo, Szpicbródka, czyli ostatni występ króla kasiarzy)
- Czy ja jestem fotogeniczna – sł. Ludwik Starski (piosenka z filmu Hallo, Szpicbródka, czyli ostatni występ króla kasiarzy)
- Będziemy piękni tak – sł. Jan Zalewski
- Staropolskim obyczajem  – muz. Adam Skorupka i Włodzimierz Kruszyński, sł. Janusz Odrowąż
- Nasze pierwsze słowa – sł. Jan Zalewski
- Moja noc u ciebie – sł. Krzysztof Logan Tomaszewski
- Nam zakochanym... – muz. Adam Skorupka i Włodzimierz Kruszyński, sł. Jan Zalewski
- Nie tęsknię za nikim – muz. Adam Skorupka i Włodzimierz Kruszyński, sł. Kazimierz Winkler
- Znów słyszę ten daleki śpiew – sł. Jacek Korczakowski
- Przyszła do mnie nostalgia – sł. Jerzy Miller
- Pojedziemy do Krakowa  – muz. Adam Skorupka i Włodzimierz Kruszyński, sł. Agnieszka Osiecka
- Zimno mi – muz. Adam Skorupka i Włodzimierz Kruszyński, sł. Jan Zalewski
- Skrzydlaty koń – sł. Alina Nowak
- Ptaki śpiewają – nie słyszę – sł. Roman Sadowski
- A droga, ech Bóg wie gdzie – muz. Adam Skorupka i Włodzimierz Kruszyński, sł. Janusz Bibik
- Ale nie z tobą – muz. Adam Skorupka i Włodzimierz Kruszyński, sł. Agnieszka Osiecka
- Byle nie pół na pół  – sł. Jacek Korczakowski
- Była sobie raz dziewczyna – muz. Adam Skorupka i Włodzimierz Kruszyński, sł. Agnieszka Osiecka
- Cóż dała nam ta miłość – sł. Kazimierz Winkler
- O kraju mój – sł. Stanisław Baliński
- Melodia mojego miasta – sł. Irena Solińska
- Przynieś mi lato – sł. Anna Warecka
- Taka piosenka – taka ballada  – sł. Wojciech Młynarski
- Chwytam dzień – sł. Andrzej Kuryło
- Błękity, zielenie – sł. Stefan Mrowiński
- Dla takich jak ty – sł. Krzysztof Logan Tomaszewski
- Dopóki ty jesteś – sł. Agnieszka Osiecka
- Czasem chce się do człowieka – sł. Adam Skorupka i Włodzimierz Kruszyński, sł. Agnieszka Osiecka
- Do szczęścia blisko – muz. Adam Skorupka i Włodzimierz Kruszyński, sł. Jan Zalewski
- Dziewczyny takie są – sł. Janusz Bibik
- Ma czego chciał  – sł. Janusz Odrowąż
- Melodia minionego lata – sł. Jacek Korczakowski
- Kolory miłości – sł. Jan Zalewski
- Kochaj właśnie mnie – sł. Zbigniew Stawecki
- Odeszła w świat dziewczyna – sł. Anna Warecka
- W Warszawie zabawa – muz. Adam Skorupka i Włodzimierz Kruszyński, sł. Wanda Sieradzka
- Uroiłem sobie ciebie – sł. Krzysztof Logan Tomaszewski
- Różowy kasztan – sł. Ewa Kramm
- Przez aleje lipowe – sł. Janusz Zakrzeński
- Gdybym spotkał ciebie znowu pierwszy raz – sł. Bolesław Leśmian
- Piosenka – między mną a tobą – sł. Bolesław Leśmian
- Skąd szybują łabędzie – sł. Wanda Sieradzka
- Ta wielka miłość – sł. Jacek Korczakowski
- Serdeczne życzenia – sł. Janusz Odrowąż
- U stóp Starego Miasta – muz. Adam Skorupka i Włodzimierz Kruszyński, sł. Andrzej Kudelski
- W dwóch kolorach – sł. Jacek Korczakowski
- Przyszła do mnie miłość nieszczęśliwa – sł. Wojciech Młynarski
- Tancerze sprzed lat – sł. Edmund Lazarewicz
- Ten walc nie zna łez – sł. Ewa Kramm
- Miłość sprzed lat – sł. Krzysztof Dzikowski
- Tak woła się miłość – muz. Adam Skorupka i Włodzimierz Kruszyński, sł. Jan Zalewski
- Miłość jest taka, jaka jest – sł. Jan Zalewski
- My, znaczyło kiedyś – ja i ty – sł. Janusz Bibik
- Nie chcę czekać na wielkie szczęście – sł. Wojciech Młynarski
- Nie szukaj daleko – sł. Wanda Sieradzka
- Po co są dziewczyny – sł. Jacek Korczakowski
- Wołanie o miłość  – sł. Jan Zalewski
- Ziarna pamięci  – sł. Jadwiga Has
- Zagraj na fortepianie – sł. Anna Warecka
- Zziębnięte serce – sł. Wojciech Młynarski
- Jedyne słowo amore – sł. Stefan Mrowiński
- Powraca się do pierwszej miłości  – muz. Adam Skorupka i Włodzimierz Kruszyński, sł. Kazimierz Winkler
- Wiem, że to miłość – muz. Adam Skorupka i Andrzej Zygierewicz, sł. Stefan Mrowiński
- Wszyscy tańczyli całą noc – sł. Krzysztof Logan Tomaszewski
- Z niebem nad głową – sł. Elżbieta Bussold
- Za to wszystko co przed nami – sł. Janusz Odrowąż
- Jest mi potrzebna twoja miłość – sł. Stefan Mrowiński
- Jesteś jak zbiegły ptak – sł. Stefan Mrowiński
- Kiedy porwę cię dziewczyno – sł. Jerzy Ficowski
- Kropla życia – sł. Anna Warecka
- Kto potrafi szepnąć „nie” – sł. Jan Zalewski
- Kto powiedział, że to ty – sł. Jan Zalewski
- Między „dzień dobry”, a „do widzenia” – sł. Zbigniew Kaszkur
- Milionerzy – milionerzy – sł. Jerzy Miller
- Brak mi kogoś – sł. Jacek Korczakowski
- Chciałbym wrócić do tych dni – sł. Janusz Kondratowicz
- Bilet do radości – sł. Anna Warecka
- Czemu mnie nie chcesz – sł. Jacek Korczakowski
- Zaufałam ci – sł. Jacek Korczakowski
- Zatańcz ze mną raz – sł. Dorota Gellner

### Piosenki dla dzieci
- A ja rosnę – sł. Dorota Gellner
- A to jeż  – sł. Dorota Gellner
- Idzie kot – sł. Dorota Gellner
- Rękawiczki muzyczne – sł. Dorota Gellner
- Mam fryzurę „na cebulę” – sł. Dorota Gellner
- Tato już lato – sł. Barbara Hennel
- Kraina Niby-Niby – sł. Andrzej Marek Grabowski
- Czarownica z księżyca – sł. Andrzej Marek Grabowski
- Lecą smoki  – sł. Dorota Gellner
- Ciotka Klotka – sł. Dorota Gellner
- Podwórko pod chmurką – sł. Ewa Chotomska
- Dylu, dylu w country stylu – sł. Wanda Chotomska
- Gitara dla komara – sł. Barbara Hennel
- Wesoła rodzinka – sł. Dorota Gellner
- Pobudka z ogródka – sł. Dorota Gellner
- Tango dla taty i mamy – sł. Dorota Gellner
- Dziadek i babcia tańczą walczyka – sł. Dorota Gellner
- Poleczka na lato – sł. Dorota Gellner
- Kot w baletkach – sł. Ewa Chotomska
- Rozśpiewany las – sł. Joanna Kulmowa
- Narysujmy wielkie serce – sł. Grażyna Orlińska
- Anioły z naszej szkoły – sł. Wanda Chotomska
- Dwa koguty szarpidruty – sł. Wanda Chotomska
- Na wakacjach było miło – sł. Dorota Gellner
- Dziki taniec – sł. Dorota Gellner
- Nasza szkoła to nie smok – sł. Dorota Gellner
- Hej, na wrotki – sł. Anna Warecka
- Kałużowy deszcz – sł. Anna Warecka
- Kiedy dzieci są niegrzeczne – sł. Andrzej Marek Grabowski
- Skakanka-koleżanka – sł. Anna Warecka
- Skrzat – sł. Dorota Gellner
- Pada śnieżek – sł. Dorota Gellner
- Mapa zimy – sł. Dorota Gellner
- Józefinki – sł. Marek Kuszakiewicz
- Rowerek spacerek – sł. Anna Warecka
- Lustrzana siostrzyczka – sł. Anna Warecka
- Śpij, maluszku – sł. Dorota Gellner
- Jesienny pociąg – sł. Dorota Gellner
- Idzie jesień przez mokradła – sł. Dorota Gellner
- Śnieżna Emilka – sł. Dorota Gellner
- Idziemy na wycieczkę – sł. Dorota Gellner
- Wydmuszki i brzuszki – sł. Dorota Gellner
- Dino tu dino tam – sł. Grażyna Orlińska
- Fatalne bliźniaki  – sł. Andrzej Marek Grabowski
- Pożegnanie Fasoli – sł. Ewa Chotomska
- Rymy do zimy  – sł. Wanda Chotomska
- Samba na białe święta – sł. Wanda Chotomska
- Biała szafa – sł. Dorota Gellner
- Tęczowy bal  – sł. Dorota Gellner
- Śmigus-dyngus wodą chlapie – sł. Dorota Gellner
- Tęczowy oberek – sł. Dorota Gellner
- Hej, mazurek, mazurek – sł. Dorota Gellner
- Śmigus-dyngus dziś szaleje – sł. Dorota Gellner
- Taka pchła – sł. Krzysztof Zawadzki
- Taka jesień – sł. Elżbieta Szeptyńska
- Łamaniec – sł. Małgorzata Strzałkowska
- Małe echo – sł. Andrzej Marek Grabowski
- Czarodziejskie podwórko – sł. Dorota Gellner
- Kulturalne ptaki – sł. Dorota Gellner
- Krasnale – sł. Dorota Gellner
- Ach, ten bal – sł. Dorota Gellner
- Pakujemy się nad morze – sł. Dorota Gellner
- Znaki zakazu, znaki nakazu – sł. Dorota Gellner
- Sikorki – sł. Dorota Gellner
- Zimowe zabawy – sł. Dorota Gellner
- Jedzie Pani Zima – sł. Arleta Niciewicz-Tarach
- Lecą z wiatrem – sł. Anna Warecka
- Maluje zima – sł. Elżbieta Szeptyńska
- Skrzydlate nutki – sł. Leon Sęk
- Skrzydła u ramion – sł. Wanda Chotomska
- Taki chłopak jak komputer – sł. Grażyna Orlińska
- Wiosno-czarodziejko – sł. Ewa Żylińska
- Zimowe chochoły – sł. Leszek Grudzień
- Zimowe świergotki – sł. Teresa Ferenc
- Poloneza barwny czar – sł. Dorota Gellner
- Wielkie damy – sł. Dorota Gellner
- Wścibscy – sł. Dorota Gellner
- Kolorowy potwór – sł. Dorota Gellner
- Bosa osa – sł. Dorota Gellner
- Sianko na śniadanko – sł. Dorota Gellner
- Aniołki – sł. Dorota Gellner
- Choinko, choinko – sł. Dorota Gellner
- Zły humorek – sł. Dorota Gellner
- Noc przemyka jak muzyka – sł. Dorota Gellner
- Żegnamy przedszkole – sł. Dorota Gellner

### Utwory instrumentalne
- Złocista orchidea
- Złoty bicz
- W kalejdoskopie
- Hałaśliwa kaskada
- Ogród mandaryna
- Ołowiane niebo
- Złoty kask
- Swingorama
- Sambula
- Perła południa
- Rozkołysany walc
- Jesienne wrzosy
- Skakany
- Słoneczny galop
- Skaliste wyspy
- Rozmowa przy świecach
- Piaski pustyni
- Parada w słońcu
- Nocna samba
- Opadające liście
- Moja melancholia
- Marsz dyrektorów
- Echa sawanny
- Czarna samba

Utwory instrumentalne dla cyrku
- Cyrkorama
- W blasku świateł areny
- Złocisty marsz
- Tarantella żonglerów
- Taniec na kole
- Igraszka cyrkowa
- Cyrkowy korowód
- Wirujące koła
- Żongler-Boogie
- Trapez
- Cyrkowa parada
- Trzy amazonki
- Czar dwóch kółek
- Kolorowe kule
- Boogie na drabinie

## Dyskografia

### Płyty z piosenkami

#### Dla dzieci
- Muzyczne Rękawiczki (płyta CD + śpiewnik) – muzyka i aranżacja wszystkich piosenek Adam Skorupka, teksty wszystkich piosenek Dorota Gellner, Wydawnictwo Pani Twardowska, Warszawa 2012[5]
- Idzie kot (płyta CD + śpiewnik) – muzyka i aranżacja wszystkich piosenek Adam Skorupka, teksty wszystkich piosenek Dorota Gellner, Wydawnictwo Pani Twardowska, Warszawa 2015
- A ja rosnę (płyta CD + śpiewnik) – muzyka i aranżacja wszystkich piosenek Adam Skorupka, teksty wszystkich piosenek Dorota Gellner, Wydawnictwo Pani Twardowska, Warszawa 2017

#### Dla dorosłych
- Gdzie ten świat młodych lat? i inne piosenki Adama Skorupki, LP, Polskie Nagrania Muza SX 1989
- Gdzie ten świat młodych lat? i inne piosenki Adama Skorupki, CD, Polskie Nagrania Edition 1999

### Słuchowiska radiowe
- Na złotej plaży – tekst Dorota Gellner (1984)
- Michalinka z Michalina – tekst Dorota Gellner (1984)
- Deszczowy ranek – tekst Dorota Gellner (1984)
- Śnieżna Emilka – tekst Dorota Gellner (1984)
- Betlejem polskie – tekst Lucjan Rydel (1984)
- Ze słońcem w kieszeni – tekst Dorota Gellner (1985)
- Pod niebem akacji  – tekst Dorota Gellner (1985)
- W błękitnym miasteczku – tekst Dorota Gellner (1985)
- Na własnym podwórku – tekst Dorota Gellner (1985)
- Jak Błękitnooka Klimadonnę pokonała – tekst Hanna Szymkiewicz (1985)
- W cieniu wieży (cz. 1, 2) – tekst Dorota Gellner (1986)
- Przez dziurę w murze – tekst Dorota Gellner (1986)

### Bajki muzyczne
- Okruszek w krainie baśni – baśń muzyczna według opowieści Antoniego Gawińskiego pt. Przygody Okruszka, tekst Elżbiety Bussold, wydanie I: Polskie Nagrania „Muza” SX 2419-20, 1986 (nagrano w 1984), LP; wydanie II: „Bajki-Grajki” Omedia 2012 (nr 112), CD
- Guliwer w krainie Liliputów – baśń muzyczna według powieści Jonathana Swifta pt. Podróże Guliwera, tekst Bogdan Loebl, wydanie I: Polskie Nagrania „Muza” SX 2468-69, 1987 (nagrano w 1986), LP; wydanie II: „Bajki-Grajki” Omedia 2006 (nr 45), CD
- Wielki festiwal – muzyka Jerzy Matuszkiewicz i Adam Skorupka, tekst Jerzy Dąbrowski, wydanie I: Polskie Nagrania „Muza” SX 2863, 1990, LP; wydanie II „Bajki-Grajki” Omedia 2010 (nr 98), CD
- Zimowy cyrk – tekst Dorota Gellner, wydanie I: Tonpress KAW 1986, wydanie II: Polton 1991. MC
- Deszczem wyszywane – tekst Dorota Gellner, wydanie I: Polskie Nagrania „Muza” SX 2667, 1988, LP[6]; wydanie II „Bajki-Grajki” Omedia 2009 (nr 85), CD
- Diabliki-figliki – tekst Dorota Gellner, Polton 1991, MC

## Nagrody i odznaczenia
- 1961 – II Nagroda w Ogólnopolskim Konkursie na Piosenkę Młodzieżową za Z gitarą przez ramię (sł. Stanisław Werner i Mirosław Łebkowski)
- 1967 – Nagroda Przewodniczącego Wojewódzkiej Rady Narodowej w Opolu na Krajowym Festiwalu Piosenki Polskiej Opole '67 za Po co nam to było (sł. Jan Zalewski) w wykonaniu Joanny Rawik[7]
- 1970 – Krajowy Festiwal Piosenki Polskiej Opole '70 – wyróżnienie za aranżacje
- 1974 – Nagroda Prezydenta Miasta Opola na Krajowym Festiwalu Piosenki Polskiej Opole '74 za Staropolskim obyczajem (muzyka Adam Skorupka i Włodzimierz Kruszyński, sł. Janusz Odrowąż) w wykonaniu duetu wokalnego Framerowie
- 1974 – III Nagroda na IX Międzynarodowym Festiwalu Piosenki CISCO '74 w Castlebar (Irlandia) za Tak wiele jest radości (sł. Jacek Korczakowski) w wykonaniu Anny Jantar[8]
- 1975 – Srebrny Pierścień na Festiwalu Piosenki Żołnierskiej w Kołobrzegu za muzykę do piosenki Żołnierz lubi śpiewać (sł. Stefan Mrowiński)
- 2004 – Nagroda Specjalna Prezydenta m. st. Warszawy w konkursie „Piosenki o Warszawie” za Bienvenu a Varsovie (sł. Jacek Korczakowski)[9]
- 2004 – Krzyż Kawalerski Orderu Odrodzenia Polski[10]
- 2007 – I miejsce w konkursie na piosenkę patriotyczno-wojskową za Gdy nas zbudzi trąbka (sł. Ryszard Ulicki)
- 2009 – Odznaka Honorowa ZAiKS-u[11]
- 2017 – Statuetka „Bursztynowe Nutki” (Nagroda Wydawnictwa Pani Twardowska)
- 2020 – Złoty Medal „Zasłużony Kulturze Gloria Artis”[12]